# Đoàn Minh Lý
Đoàn Minh Lý , sinh năm ( 1964), là một tướng lĩnh Công an nhân dân Việt Nam, hàm Thiếu tướng. Ông hiện giữ chức vụ Bí thư Đảng ủy, Hiệu trưởng Trường Đại học An ninh nhân dân.

## Tiểu sử
Đoàn Minh Lý là đảng viên Đảng Cộng sản Việt Nam.
Ngày 02 tháng 6 năm 2015, Bộ trưởng Bộ Công an đã quyết định bổ nhiệm ông giữ chức vụ Phó Giám đốc Công an tỉnh Đồng Tháp.
Ngày 18 tháng 7 năm 2019, Bộ trưởng Bộ Công an đã quyết định điều động và bổ nhiệm ông giữ chức vụ Giám đốc Công an tỉnh Vĩnh Long.
Ngày 12 tháng 5 năm 2021, Bộ trưởng Bộ Công an đã quyết định điều động và bổ nhiệm ông giữ chức vụ Phó Cục trưởng Cục An ninh nội địa, Bộ Công an.
Trước tháng 9 năm 2021, ông được Chủ tịch nước Cộng hòa xã hội chủ nghĩa Việt Nam phong quân hàm Thiếu tướng Công an nhân dân Việt Nam.
Ngày 28 tháng 5 năm 2022, Bộ trưởng Bộ Công an đã quyết định điều động và bổ nhiệm ông giữ chức vụ Hiệu trưởng Trường Đại học An ninh nhân dân.

## Lịch sử thụ phong quân hàm
| Năm thụ phong | –      | 2021        |
| ------------- | ------ | ----------- |
| Quân hàm      |        |             |
| Cấp bậc       | Đại tá | Thiếu tướng |